# Wahlenbergia tortilis
Wahlenbergia tortilis är en klockväxtart som beskrevs av Wilhelm Georg Baptist Alexander von Brehmer. Wahlenbergia tortilis ingår i släktet Wahlenbergia och familjen klockväxter.
Artens utbredningsområde är Mpumalanga. Inga underarter finns listade i Catalogue of Life.